# Jim Bakkum
Jimmy Johannes (Jim) Bakkum (Egmond-Binnen, 10 augustus 1987) is een Nederlands zanger, presentator en (musical)acteur die bekend is geworden als deelnemer aan de talentenjacht Idols in 2002/2003.

## Jeugd en opleiding
Bakkum volgde de havo, maar heeft zijn middelbare school niet afgerond vanwege zijn plotselinge bekendheid door zijn succesvolle deelname aan het programma Idols.
Bakkum begon met zingen op zijn tiende en deed dat samen met zijn broer Danny. Ze traden op bij verschillende evenementen. Ze speelden onder andere nummers van Anouk en eigen nummers. Een jaar later begonnen de broers een band met nog twee anderen. Aangezien ze nog jong waren, noemden ze de band "The Kidz".
Bakkum heeft ooit in de jury gezeten van het Junior Eurovisiesongfestival. Hij zat bij "De Hanswijckers", waar ze ook musicals opvoerden. Hij heeft onder andere in de musicals The Wiz, De Wereld van Mathijs en Dracula Spectacula gespeeld. Bij de musicalvereniging Kosmo Theater Producties was hij aan het repeteren voor de musical Jekyll and Hyde. Hij heeft hier echter nooit meegespeeld, omdat hij in dezelfde periode de finales van Idols bereikte en stopte met de musical. Zijn rol werd toen overgenomen door Tommie Christiaan, die onder andere de hoofdrol in High School Musical had.

## Carrière

### 2002-2004
Bakkum deed in 2002 auditie voor Idols, waar hij Isn't She Lovely? van Stevie Wonder zong. Hij kwam drie theaterrondes door en zat daarna bij de laatste 30. De jury was erg enthousiast over hem. Uiteindelijk kwam hij in de finale van het programma en werd tweede, na Jamai.
Zijn eerste single Tell her werd een nummer 1-hit. Er werden meer dan 70.000 stuks van verkocht (platina). Het nummer was afkomstig van het album Impressed, dat beloond werd met een gouden status. Zijn tweede single This love is real kwam eveneens op de eerste plaats van de Mega Top 50 terecht. Tevens werden nog de single The way it goes en de kerstsingle The Greatest Christmas Gift uitgebracht. Sinds 18 juli 2003 staat er een wassen beeld van Bakkum in Madame Tussauds, evenals van Jamai Loman. Ook gaf hij in een uitverkochte Heineken Music Hall een concert.
In mei 2004 verscheen het tweede album Ready, waarvan de singles On and on en This is it zijn verschenen. Dit album haalde het succes van Impressed echter niet. Bakkum speelde drie maanden lang in de Wonderlijke Efteling Show en speelde de gastrol Rick Brack in Baantjer-aflevering De Cock en de moord op Elvis (2011). Ook zong hij de titelsong in de film Snowfever, waarin hij ook een heel klein rolletje speelde als corpsbal.

### 2005-2006
In 2005 stapte Bakkum over naar platenmaatschappij CMM. Terwijl hij werkte aan een derde album, trad hij in 2005 op in verschillende televisieprogramma's, waaronder Dancing with the Stars, waarin hij in de finale samen met zijn danspartner Julie Fryer als eerste eindigde. Ook was zijn nieuwe nummer Caught in a Minute verkrijgbaar bij een speciale HappyMeal bij McDonald's. In november 2005 verscheen, geïnspireerd door Dancing with the Stars, een dansalbum Dance with me. Dit album werd binnen enkele weken met goud bekroond. Samen met EliZe zong hij hierop onder andere het duet We've Got Tonight.
In 2006 was hij als agent Willem te zien in de politieserie Boks op Talpa. Ook speelde hij de hoofdrol van Danny Zuko in de musical Grease. Op 14 april 2006 kwam er voor het eerst een Nederlandstalige single uit van Bakkum: Dapper en sterk. Het is de titelsong van de bioscoopfilm Asterix en de Vikingen, waarvoor hij tevens het personage Hippix insprak. In het najaar speelde hij de rol van Toine in de verfilming van de bestseller van Carry Slee, Afblijven, die bijna 400.000 bezoekers trok en zodoende de status van Gouden Film ontving. In 2006 stond Bakkum drie avonden in de ArenA tijdens Toppers in concert 2006.

### 2007-2008
In het voorjaar van 2007 presenteerde Bakkum het tv-programma De weg naar Fame op RTL 4, waarin er samen met producent Albert Verlinde gezocht werd naar vier hoofdrolspelers voor de musical Fame, waarin hij reeds een hoofdrol gekregen had. Op 18 mei 2007 kreeg hij ook zijn eigen kledinglijn in samenwerking met warenhuisketen Vroom & Dreesmann, geheten Jimmy B. Op 16 mei 2007 verscheen de nieuwe single Doe dit doe dat en zijn vierde album 'Vrij' kwam op 29 juni 2007 uit. Van september t/m november 2007 toerde Bakkum door het land met zijn solotheatershow met als rode draad dit laatste album.
In 2008 nam hij de rol van Nick Piazza op zich in de Nederlandse musical Fame, waarin hij van januari tot en met november door Nederland getoerd heeft. Daarnaast vertolkte hij vanaf eind januari t/m mei van dat jaar een van de hoofdrollen in de Vlaams/Nederlandse dagelijkse internetserie 2000 Antwerpen, die via de website MyVideo (zowel de Nederlandse als de Vlaamse versie) was te bekijken: Robin, de verloren zoon uit Nederland. Zijn single Doe Dit Doe Dat was de leader van de serie.
Van september 2008 tot februari 2009 sprak hij de stem in van de rebelse tiener Duncan in de populaire interactieve reality-animatieserie op Jetix, Total Drama Island.

### 2009-2010
In 2009 was Bakkum samen met zangeres-presentatrice EliZe het gezicht van het haarverzorgingsmerk Farouk Systems USA en werd hij op de Nederlandse markt ingezet als het gezicht voor de producten van BioSilk en CHI.
Op 20 februari 2009 kwam zijn nieuwe single, Door jou, van het vijfde studioalbum, uit. Binnen twee weken na verschijnen van de single (op de muziek van Christian Castro's Azul) kwam het nummer de top 10 van de Single Top 100 binnen.
Op 15 mei 2009 kwam zijn vijfde album NU uit, waarop ook de hit Door jou stond. Van dit album kwam op 26 juni 2009 de tweede single Dat ben jij uit, die de officiële titelsong is van de 3D-animatiefilm Suske en Wiske en de Texas Rakkers. Het nummer was speciaal voor de film geschreven door Han Kooreneef en was vanaf 23 juli 2009 in de bioscoop te horen. De single flopte echter en kwam niet in de top 40.
Tevens zong hij in 2009 samen met Hind, Rob de Nijs, Carola Smit (ex-BZN) en Peter Lusse voor het eerst van zijn leven J.S. Bachs Matthäuspassion voor het tv-programma Mattheus Masterclass van de EO.
In seizoen 2009-2010 speelde hij de hoofdrol van Link Larkin in de musical Hairspray, die op 27 september 2009 in première ging in het Nieuwe Luxor Theater in Rotterdam en van september 2009 tot juli 2010 in de Nederlandse en Vlaamse theaters liep.
Ook sprak Bakkum in 2009 een stem voor de hoofdrol in de animatiefilm Sunshine Barry en de Disco Wormen in: Sunshine Barry, de oprichter en zanger van de discoband. Op 30 juli 2009 ging de film in première.
Vanaf 2010 was hij ook weer te horen in het tweede en derde seizoen van Total Drama als de rebelse tiener Duncan in een populaire interactieve reality-animatieserie op Disney XD, Total Drama Action.

### 2011
In 2011 kreeg Bakkum de hoofdrol in de korte speelfilm Levenslang, waarin hij de rol van rechercheur Wouters op zich neemt. Tevens vertolkte hij begin van 2011 een (stem)hoofdrol in de 3D-animatie Alpha and Omega samen met verloofde Bettina Holwerda.
Op 29 maart 2011 kwam zijn nieuwe single Feel Your Love uit, die al na korte tijd in de hoogste regionen van iTunes verscheen. Bakkum liet een geheel nieuwe sound horen en zong na zes jaar weer in het Engels. De single hield het drie weken vol in de Top 100 (met als hoogste positie nr. 16) en kwam niet verder dan de tipparade bij de Top 40 (tip 9).
Na Feel Your Love kwam Bakkum met de single Wave, die overigens niet in de Top 100 of Top 40 terechtkwam.
Vanaf september vertolkte Bakkum een hoofdrol in de nieuwe politieserie Seinpost D.H. van Eyeworks, die op primetime werd uitgezonden bij de KRO op Nederland 3. Bakkum speelde de rol van agent Chiel Maas in deze serie, die zich afspeelt in een klein politiebureau in Scheveningen. De serie was na één seizoen (tien afleveringen) alweer afgelopen. De kijkcijfers waren niet hoog.
Op 21 april verscheen Bakkum met een sensuele fotoshoot in het tijdschrift L'HOMO, een speciale uitgave van LINDA. De fotoshoot vond plaats in Miami.
Eind van het jaar speelde hij de rol van Fiyero in de grote musical Wicked in het AFAS Circustheater in Scheveningen.

### 2012-2015
Ook in 2012 speelde Bakkum nog het hele jaar Fiyero in de musical Wicked, waarbij hij enkele keren werd vervangen door Ferry Doedens wegens andere werkzaamheden.
In augustus 2012 verving hij een week Winston Gerschtanowitz als presentator van RTL Boulevard. Enkele weken later werd bekend dat hij een tv-contract had getekend bij SBS Broadcasting om meerdere programma's gaan maken voor SBS6, te beginnen met de vroege editie van SBS Shownieuws, waarin hij vanaf half september 2012 te zien was. Tevens begeleidde hij een jongerenproject in het programma Bekende handen helpen voor het Leger des Heils. Door die omroepwerkzaamheden werd zijn muziekcarrière op een laag pitje gezet.
In de op Valentijnsdag 2013 verschenen film Verliefd op Ibiza speelt Bakkum de rol van Lars, een manager van twee dj's. Voor de opnames verbleef hij in april, mei en juni regelmatig op Ibiza.
Op 28 maart 2013 speelde hij Petrus in The Passion, waarin het nummer 'Zo stil' van BLØF uitvoerde en, in duet met René van Kooten (Jezus), 'Ken jij mij' van Trijntje Oosterhuis. Bakkum bracht 'Zo stil' uit, dat twee weken in de Top 100 stond en bleef hangen in de Tipparade. In september 2014 kwam hij met de single Schouder.
In oktober 2014 was Bakkum te zien in de documentaire U kunt nog stemmen. In deze documentaire vertellen de finalisten van het eerste Idols-seizoen over hun ervaringen in de schijnwerpers te staan, zowel tijdens het tv-programma als in de periode erna. In de documentaire zingt Jim een cover van het door Frank Boeien uitgebrachte 'Zonder woorden'.
Begin 2015 speelde Bakkum in de musical Hartsvrienden. Vanaf najaar 2015 speelde hij in de musical Het meisje met het rode haar. Eind 2015 was hij te zien als Achiel 'Waterman' in de film Mega Mindy versus Rox.

### 2016-2018
In maart 2016 verscheen de film Rokjesdag met Bakkum in de rol van Jeffrey. De film trok meer dan 400.000 bezoekers en ontving de Platina Film.
Bakkum speelde dat jaar tevens de hoofdrol in Onze Jongens, wederom een film van regisseur Johan Nijenhuis. De film werd de op een na best bezochte Nederlandse film van dat jaar en ontving de Gouden Film. Datzelfde jaar was hij ook een aantal keer te zien als gastacteur in De TV Kantine, waarin hij Dave Roelvink naspeelde.
In september 2016 werd bekend dat Bakkum het nieuwe gezicht en ook de stem van tv-zender FOX zou worden.
Vanaf februari 2017 presenteerde hij de talentenjacht The Band op FOX. Het doel van The Band was een nieuwe vierkoppige Nederlandstalige jongensgroep van de lage landen samen te stellen. Het televisieprogramma was een samenwerking tussen FOX en het Vlaamse VTM. De jury bestond uit: singer-songwriter Nielson, danscoach Min Hee Bervoets, de Vlaamse rapster Slongs Dievanongs en de Vlaamse zanger Kris Wauters. De uitzendingen werden slecht bekeken en Bakkum was daarna niet meer te zien op de zender.
Samen met zangeres Kirsten Michel schreef Bakkum het kinderboek Dadoe. De titel werd bedacht door zoontje Lux. Dadoe bestaat uit korte verhaaltjes voor kinderen vanaf twee jaar. Het eerste exemplaar verscheen in augustus 2017.
Eind 2017 was Bakkum te zien in de film Huisvrouwen bestaan niet in de rol van Dominique.

### 2019-2022
In april 2019 werd bekend dat er een vervolg werd gemaakt op de succesvolle film Onze Jongens. Voor de opnames van het tweede deel reisde de crew naar Miami. Hiervoor trainde Bakkum om zijn lichaam weer in vorm te krijgen voor de vele stripscènes die in de film voorkomen.
Ook speelde hij dat jaar in Huisvrouwen bestaan niet 2, een vervolg op de in 2017 verschenen eerste film. De film draaide vanaf december 2019 in de bioscoop.
Vanaf januari 2020 deed hij verschillende theaters aan met zijn solotournee Klein. Hij speelde hierin naar eigen zeggen de mooiste Nederlandstalige liedjes, ieder met een persoonlijk verhaal vanuit hemzelf. Vanaf midden maart 2020 moest Bakkum zijn tournee echter noodgedwongen stilleggen in verband met het op dat moment heersende coronavirus.
Door datzelfde virus werden ook de dan lopende opnamen voor Zwaar verliefd! 2 stilgelegd.
Op 30 januari 2020 verscheen Onze Jongens in Miami in de bioscoop. Ondanks wisselende recensies bereikte de film binnen vijf dagen de Gouden Film-status.
In 2021 deed Bakkum mee als dragqueen aan het televisieprogramma Make Up Your Mind, waarin hij tweede werd. In datzelfde programma was hij in 2022 te zien als gastpanellid. In 2022 deed Bakkum mee met de oud en nieuwspecial van het Nederlandse televisieprogramma The Masked Singer, waarin hij als sneeuwpop won.

### 2024-2025
In 2025 presenteert Bakkum voor RTL 4 het nieuwe televisieprogramma The Headliner, samen met Marieke Elsinga. Het programma is de geestelijk opvolger van The voice of Holland. In datzelfde jaar deed hij samen met Patty Brard mee aan het televisieprogramma That's My Jam. Ook was Bakkum in 2025 gastpanellid in het televisieprogramma Make Up Your Mind en gastrecensent in het televisieprogramma Stars on Stage.

## Prijzen
In 2004 won Bakkum de TMF Award voor "Beste Aanstormend Talent".
Voor zijn eerste album Impressed en derde album Dance with Me ontving Bakkum een gouden plaat en zijn eerste single Tell Her leverde hem een platina single op voor meer dan 80.000 verkochte exemplaren.
Op 16 juni 2006 nam Bakkum de Gulden Vedel van de Nederlandse Vereniging van Dansleraren in ontvangst, die al sinds 1979 wordt uitgereikt. Hij kreeg de prijs omdat zijn muziek dat seizoen regelmatig te horen was geweest tijdens de danslessen van de Swinging World-dansscholen.
Op 19 januari 2009 won Bakkum de "Populariteitsprijs" in de categorie "Musical/Klassiek" tijdens de 27ste uitreiking hiervan op de van Geelsparty.
Op 4 februari 2013 ontving hij een 'Gouden Award' voor zijn bijdrage aan de film Verliefd op Ibiza.

## Privéleven
Bakkum had gedurende zijn deelname aan Idols in 2003 enkele maanden een relatie met medekandidate Charlotte Hogeslag. Eind 2003 ontmoette hij tijdens de opnamen van zijn single The greatest Christmas gift actrice Gaby Blaaser. Blaaser en Bakkum kregen kort daarna een relatie en bleven tot en met 2006 bij elkaar.
Tijdens de opvoering van de musical Grease in 2006 leerde Bakkum de acht jaar oudere actrice Bettina Holwerda kennen. Beiden belandden begin 2007 in het ziekenhuis nadat de auto waarin ze zaten, van het toneel af de orkestbak in reed. Ze kregen een relatie en trouwden in 2011 in Amsterdam. Bakkum en Holwerda hebben samen drie kinderen. Het gezin woont sinds januari 2015 in Naarden.
Ook zijn broer Danny speelt een belangrijke rol in zijn leven. Samen met zijn band, "Bob en de Blue Band", toert hij met Bakkum veel door Nederland voor verschillende optredens en theatertournees. Zo werd Bakkum ook bij zijn laatste theatertournee Vrij vergezeld door de basgitarist en zijn vrienden.

## Discografie

### Albums
| Album met eventuele hitnotering(en) in de Nederlandse Album Top 100 | Datum van verschijnen | Datum van binnenkomst | Hoogste positie | Aantal weken | Opmerkingen |
| ------------------------------------------------------------------- | --------------------- | --------------------- | --------------- | ------------ | ----------- |
| Impressed                                                           | 12-08-2003            | 23-08-2003            | 1(3wk)          | 20           | Goud        |
| Ready                                                               | 03-05-2004            | 08-05-2004            | 24              | 4            |             |
| Dance with me                                                       | 04-11-2005            | 12-11-2005            | 10              | 34           | Goud        |
| Vrij                                                                | 29-06-2007            | 07-07-2007            | 23              | 9            |             |
| Nu                                                                  | 15-05-2009            | 23-05-2009            | 26              | 5            |             |
| Schouder EP                                                         | 10-2014               | -                     | -               | -            |             |

### Singles
| Single met eventuele hitnotering(en) in de Nederlandse Top 40 | Datum van verschijnen | Datum van binnenkomst | Hoogste positie | Aantal weken | Opmerkingen                                                                      |
| ------------------------------------------------------------- | --------------------- | --------------------- | --------------- | ------------ | -------------------------------------------------------------------------------- |
| Tell her                                                      | 10-05-2003            | 17-05-2003            | 1(3wk)          | 9            | Nr. 1 in de Single Top 100 / Platina                                             |
| This love is real                                             | 30-07-2003            | 02-08-2003            | 2               | 8            | Nr. 1 in de Single Top 100                                                       |
| The way it goes                                               | 03-11-2003            | 15-11-2003            | 21              | 3            | Nr. 14 in de Single Top 100                                                      |
| On and on                                                     | 12-04-2004            | 24-04-2004            | 15              | 4            | Nr. 9 in de Single Top 100                                                       |
| This is it                                                    | 07-06-2004            | 19-06-2004            | 37              | 3            | Nr. 40 in de Single Top 100                                                      |
| Als je iets kan doen                                          | 06-01-2005            | 15-01-2005            | 1(4wk)          | 9            | als onderdeel van Artiesten voor Azië / Nr. 1 in de Single Top 100 / Alarmschijf |
| Dapper en sterk                                               | 14-04-2006            | 29-04-2006            | 13              | 7            | uit Asterix en de Vikingen / Nr. 10 in de Single Top 100                         |
| Doe dit, doe dat                                              | 16-05-2007            | 26-05-2007            | 17              | 5            | Nr. 5 in de Single Top 100                                                       |
| Doe maar gewoon                                               | 21-09-2007            | 06-10-2007            | tip9            | -            | Nr. 65 in de Single Top 100                                                      |
| Door jou                                                      | 13-02-2009            | 14-03-2009            | 12              | 6            | Nr. 6 in de Single Top 100                                                       |
| Dat ben jij                                                   | 26-06-2009            | -                     |                 |              | uit De Texas Rakkers / Nr. 53 in de Single Top 100                               |
| Feel your love                                                | 29-03-2011            | 09-04-2011            | tip9            | -            | Nr. 16 in de Single Top 100                                                      |
| Wave                                                          | 2011                  | -                     | -               | -            | geen notering in hitlijsten                                                      |
| Zo stil                                                       | 09-04-2013            | 20-04-2013            | tip6            | -            | Nr. 22 in de Single Top 100                                                      |
| Koningslied                                                   | 19-04-2013            | 27-04-2013            | 2               | 4            | als onderdeel van Nationaal Comité Inhuldiging / Nr. 1 in de Single Top 100      |
| Schouder                                                      | 29-09-2014            | -                     | -               | -            | geen notering in hitlijsten                                                      |
| Klein                                                         | 27-10-2014            | -                     | -               | -            | geen notering in hitlijsten                                                      |

| Single met hitnotering(en) in de Vlaamse Ultratop 50 | Datum van verschijnen | Datum van binnenkomst | Hoogste positie | Aantal weken | Opmerkingen                                    |
| ---------------------------------------------------- | --------------------- | --------------------- | --------------- | ------------ | ---------------------------------------------- |
| Koningslied                                          | 2013                  | 11-05-2013            | 41              | 1            | als onderdeel van Nationaal Comité Inhuldiging |

## Theater/musical
| Jaar      | Titel                              | Rol            | Producent                            |
| --------- | ---------------------------------- | -------------- | ------------------------------------ |
| 2004      | Wonderlijke Efteling Show          | ?              | Efteling Theaterproducties           |
| 2006-2007 | Grease                             | Danny Zuko     | V&V Entertainment                    |
| 2007-2008 | Fame                               | Nick Piazza    | V&V Entertainment                    |
| 2009-2010 | Hairspray                          | Link Larkin    | V&V Entertainment                    |
| 2011-2013 | Wicked                             | Fiyero         | Stage Entertainment                  |
| 2013-2014 | Flashdance                         | Nick           | Albert Verlinde Entertainment        |
| 2015      | Hartsvrienden                      | Edward         | Van Lambaart Entertainment           |
| 2015-2016 | Het Meisje met het Rode Haar       | Hugo           | De Graaf & Cornelissen Entertainment |
| 2017      | Musicals in Concert - Live on Tour | n.v.t.         | Stage Entertainment                  |
| 2017-2018 | On Your Feet!                      | Emilio Estefan | Stage Entertainment                  |
| 2018-2019 | All Stars                          | Hero           | MORE Theater Producties              |
| 2020      | Klein                              | n.v.t.         | ?                                    |
| 2023-2024 | Showmeister                        | Mario          | Theater Oostpool                     |
| 2024      | Oud Geleerd, Jong Gedaan           | n.v.t.         | ?                                    |